# 274301 Wikipedia
274301 Wikipedia (designazione provvisoria 2008 QH24) è un asteroide della fascia principale, scoperto dall'osservatorio astronomico di Andrušivka (Ucraina) nell'agosto 2008. Gli è stato assegnato il nome dell'enciclopedia libera Wikipedia nel gennaio 2013.

## Parametri orbitali
L'asteroide presenta un'orbita caratterizzata da un semiasse maggiore pari a 2,3807073 au e da un'eccentricità di 0,1473365, inclinata di 6,73451° rispetto all'eclittica.

## Storia
È stato osservato per la prima volta il 25 agosto 2008 dal team dell'osservatorio Andrušivka alle ore 22:47 (UTC). L'osservazione è stata ripetuta il giorno successivo, consentendo così la conferma dell'avvistamento, in seguito al quale il corpo celeste ha ricevuto la denominazione provvisoria 2008 QH24. Un'ulteriore osservazione, avvenuta il 6 settembre successivo da parte del medesimo team, ha consentito il calcolo accurato dell'orbita.
Tali studi hanno consentito di confermare che l'asteroide 2008 QH24 era lo stesso osservato in precedenza dall'osservatorio francese Caussols-ODAS (e denominato 1997 RO4); e dagli osservatori dell'Arizona Mount Lemmon Survey e Steward Observatory (e denominato 2007 FK34).
L'assegnazione del numero 274301 è avvenuta il 18 aprile 2011, e successivamente è stata presentata la richiesta di denominazione come "Wikipedia" da parte del proprietario dell'osservatorio Jurij Mykolajovyč Ivaščenko, su proposta di Andriy Makukha, membro del consiglio direttivo di Wikimedia Ucraina.
L'ufficializzazione del nome da parte del Committee for Small Body Nomenclature dell'Unione Astronomica Internazionale (IAU) è avvenuta il 27 gennaio 2013, con la pubblicazione nella Minor Planet Circular, pagina 82403.
La motivazione della dedica afferma quanto segue: